# 奎贝舍夫农村居民点
奎贝舍夫农村居民点（俄语：Куйбышевское сельское поселение）是俄罗斯联邦伏尔加格勒州中阿赫图巴区所属的一个农村居民点。其下辖有9个居民点，行政中心为奎贝舍夫。据2016年统计，该农村居民点的人口为3649人。